# Canon A-1

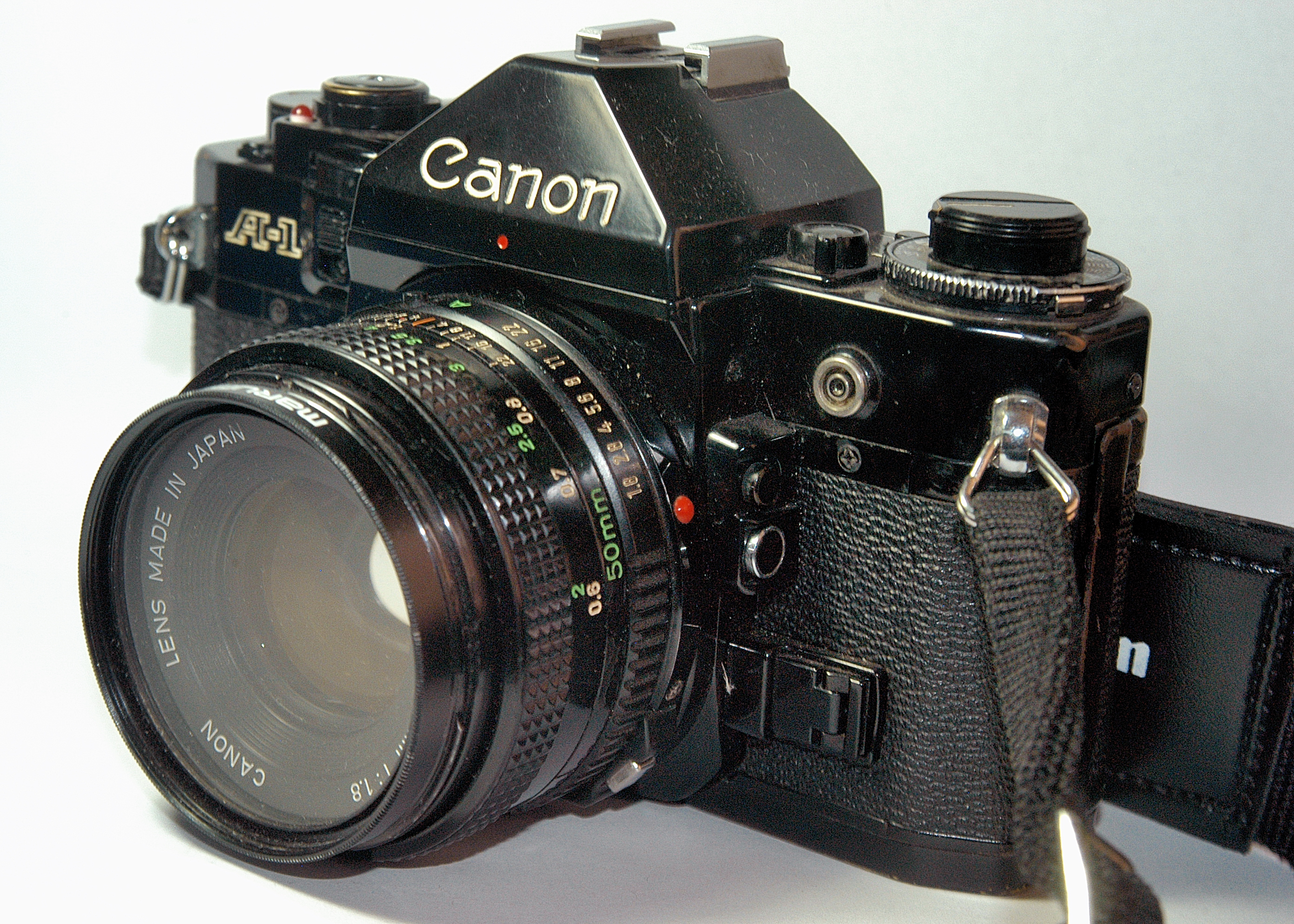
Canon A1 detail

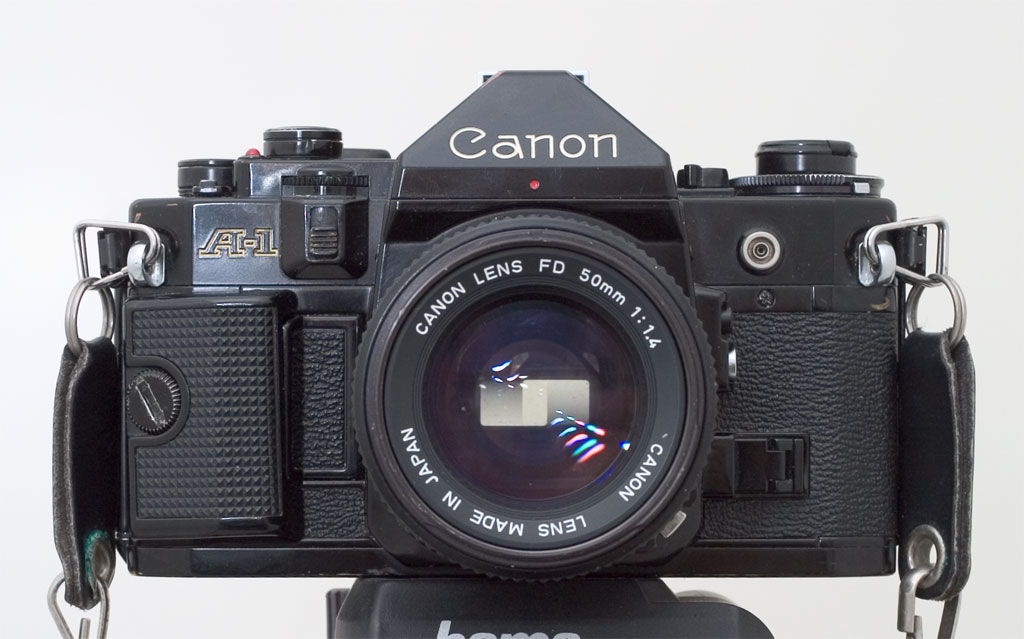
Canon A-1

La Canon A-1 es una cámara réflex de un solo objetivo para película de 35 mm con objetivos intercambiables. Se fabricó en Japón entre 1978 y 1985 por Canon Camera K.K. (hoy Canon, Inc). Está provista de un obturador de cortinilla textil con un rango de velocidades de entre 30 y 1/1000 de segundo, con función Bulbo y sincronización con el flash a 1/60s. Tiene unas dimensiones de 141x92x48 mm (ancho x alto x profundo) y un peso de 620 gramos. A diferencia de sus cámaras contemporáneas, únicamente está disponible en color negro. Su precio con objetivo de 50mm y F/1.8 era de 625 dólares americanos, aunque generalmente se vendía con descuentos de entre el 30 y el 40% (375 a 435 dólares americanos).
Es una cámara históricamente significativa, debido a que fue la primera cámara réflex dotada de los cuatro modos de control exposición hoy omnipresentes (P-A-S-M o P-Av-Tv-M). Para conseguirlo, está equipada con exposímetro, microprocesador y circuitería electrónica. La programación incluye controles para la compensación y el bloqueo de la exposición.

## Características
La cámara tiene visor reflex con tres telémetros: imagen partida horizontal, rodeado de un anillo de microprismas y fresnel en todo el resto del campo. Como novedad destacable en su tiempo, en la parte inferior del visor indica, mediante dígitos de 8 segmentos LED, los valores de apertura y velocidad, el uso del flash, la reversión a control manual, el modo bulbo y alarmas de exposición incorrecta y error en el sistema.
Incluye un fotómetro TTL con medición promediada en todo el campo pero con énfasis en el centro, obturador de plano focal de cortina textil de desplazamiento horizontal, que puede obturar desde 30 segundos hasta 1/1000, función bulbo, que puede operarse desde el botón disparador o desde un cable disparador atornillado a la rosca en su centro, contador de exposiciones. Posee zapata hot para flash, con el que sincroniza a 1/60, permite regular la sensibilidad de la película desde ASA 6 hasta 12800, tiene autodisparador con luz y sonido, posee botón de bloqueo de exposición y rueda de compensación de exposición de +/- 2 diafragmas, marca de posición del plano focal y rosca para trípode. Es completamente inoperable sin su pila de 6V y tiene botón de test de la pila. El objetivo provisto de serie era el Canon FD 50mm F/1.8.
Se puede operar en tres modos automáticos (automático programado o P, automático flash y automático con objetivo diafragmado), dos modos semiautomáticos (prioridad apertura o Av, prioridad velocidad o Tv) y modo manual.

## Accesorios
La serie A de cámaras Canon ofrecía una muy amplia gama de accesorios, entre ellos: más de 50 objetivos desde 7,5mm hasta 1200mm, flashes automáticos no TTL, motores de arrastre de la película de hasta 5 fotogramas por segundo, respaldo fechador, fuelle para macro, visor angular, cápsula marina, etc.
La serie A es compatible con todos los objetivos de montura FD, FDn y puede usar los anteriores FL y R, estos dos últimos con funcionalidades reducidas.